# 人類前史
人類前史(じんるいぜんし)とは、マルクス主義歴史哲学の用語であり、人類の歴史のうち共産主義社会が成立する以前の段階を指す。「ブルジョア的生産諸関係は、社会的生産過程の最後の敵対的形態である。この社会構成でもって人間社会の前史は終わる。」(経済学批判)による。すなわち、現代資本主義社会も「人類前史」の一部である。
マルクス主義の立場では、資本主義以前の社会制度においては、政治権力の趨勢は階級闘争によって左右され、人類が自分自身の歴史を決定する事はできていないとする。これに対して、階級が消滅し、全ての人間が「その必要に応じて」充足し、協同の労働によって支えられる共産主義社会では、歴史そのものを人類自身が決定することが可能になるとした。共産主義社会の成立によって、人類が階級分化の誤りを清算し、生産力を人類自らが制御する事が初めて可能になる。歴史の原動力である生産力の発展を制御することは、即ち人類が自分自身の歴史の方向を決定できる事を意味する、という生産力理論を基盤とする主張である。
「前史」という表現には、資本主義社会も人類史全体から見れば、そのプロローグに過ぎないという共産主義者の立場を表している。つまり、これまで数百万年の人類の歴史に対して、「本史」である共産主義社会の歴史は数億年～数十億年に渡る人類の本来の歴史、本格的な発展の歴史であるという思想の表明である。